# Ras Kass
Ras Kass (* 25. September 1973 in Watts, Kalifornien; bürgerlich John Austin) ist ein US-amerikanischer Rapper.

## Biografie
John Austin war in seiner Jugend ein eifriger Leser. Er gab sich schließlich den Künstlernamen Ras Kass, in Anlehnung an den äthiopischen Titel Ras und den bürgerlichen Namen des Kaisers Yohannes IV. Unter diesem Pseudonym trat er als B-Boy und Rapper auf Partys in Kalifornien auf. Erste Aufmerksamkeit bekam er durch einige independent veröffentlichte Singles. Unter anderem gewann er innerhalb von sechs Monaten zweimal den Preis für den „Reim des Monats“ der Zeitschrift Rap Pages und mit dem Stück Remain Anonymous die Auszeichnung „Hip Hop Quotable“ des Magazins The Source. Dadurch wurde er 1994 auf dem Posse Cut Wake Up Show Anthem ’94 gefeaturet, auf dem unter anderem auch Nas und Lauryn Hill vertreten waren.
Dies sicherte Ras Kass die Möglichkeit einen Plattenvertrag zu bekommen, den er schließlich mit Priority Records abschloss. Auf diesem Label veröffentlichte er 1996 sein Debütalbum Soul on Ice, das sich für eine Woche auf Platz 169 der Billboard 200 einfand. Erfolgreicher war der 1998 erschienene Nachfolger Rasassination, der die Höchstposition 63 erreichte, auch wegen der musikalischen Untermalung von bekannten Produzenten wie RZA oder Dr. Dre.
Diese Strategie sollte bei seinem dritten Werk Van Gogh weiterverfolgt werden, das mit Unterstützung von Dr. Dre, DJ Premier und Hi-Tek bereits fertiggestellt war und 2001 auf den Markt gebracht werden sollte. Allerdings wurde Priority Records zu dieser Zeit von Capitol Records übernommen und im Zuge der Umstrukturierung geriet Van Gogh als Bootleg in Umlauf, woraufhin das Label das Marketingbudget abschrieb und die Veröffentlichung abbrach.
Ras Kass nahm daraufhin weitere Lieder auf, die 2002 unter dem Titel Goldyn Chyld erscheinen sollten. Dieses Mal konnte er sich allerdings nicht mit dem Label auf eine Singleauskopplung einigen und nachdem er zusätzlich noch wegen Trunkenheit im Verkehr zu 19 Monaten Haft verurteilt wurde, ließ ihn das Unternehmen endgültig fallen.
In den folgenden Jahren veröffentlichte er zahlreiche Mixtapes und Alben in Eigenregie, teils mit Hilfe alternativer Vertriebs- und Finanzierungswege wie der Crowdfunding-Plattform Kickstarter, Bandcamp und Indiegogo.
Für Aufsehen sorgte außerdem ein kurzzeitiger Beef mit dem damaligen Newcomer The Game.
Ein weiteres Album erschien 2008 mit Institutionalized, Volume 2, das wieder klassisch über das Label Babygrande Records veröffentlicht wurde. Genau wie die anderen Tonträger erreichte es jedoch keine Bedeutung im Mainstream mehr.
Darüber hinaus war Ras Kass in dieser Zeit noch Mitglied in zwei Gruppen: zum einen mit Xzibit und Saafir im Golden State Project, zum anderen mit Canibus, Killah Priest und Kurupt als The HRSMN. Beide Projekte blieben jedoch ohne veröffentlichte Langspieler.

## Stil und Rezeption
Ras Kass gilt als „Rapper der Rapper“, der von seinen Kollegen geschätzt wird, in der breiten Öffentlichkeit jedoch nicht gut ankommt. Dies liegt zum einen an der mangelnden Qualität der Musik, die seinen Raps unterlegt wird und trotz namhafter Produzenten oft nicht zu seinem Stil passt und andererseits an seinen komplexen Texten, die von zahlreichen Metaphern, Wortspielen und subtilen Pointen geprägt sind.
Auch die in seinen Raps behandelten Themen sind nicht massentauglich. Oft reimt er über Politik und Religion, teilweise mit verschwörungstheoretischen Ansätzen.
Von professionellen Kritikern wird dieser Stil jedoch oft gewürdigt. So wurde er vom Internetportal About.com einst unter den 50 besten MCs gelistet und von Rollie Pemberton für Pitchfork Media als einer der besten Rapper aller Zeiten bezeichnet.

## Diskografie
Alben
- 1996: Soul on Ice
- 1998: Rasassination
- 2001: Van Gogh (unveröffentlicht)
- 2002: Goldyn Chyld (unveröffentlicht)
- 2005: Institutionalized
- 2006: Eat or Die
- 2007: Razzy Kazzy
- 2007: Chinese Graffiti (mit Jay 211 und Namebrand)
- 2008: Institutionalized, Volume 2
- 2010: A.D.I.D.A.S. (All Day I Dream About Spittin) (mit DJ Rhettmatic)
- 2013: Barmageddon
- 2014: Blasphemy (mit Apollo Brown)
- 2014: Barmageddon 2.0
- 2016: Intellectual Property
- 2019: Soul On Ice 2

## Filmografie
- 1997: Rhyme & Reason
- 1998: I Got the Hook Up
- 2002: The Brotherhood